# Niklas Krütten
Niklas Krütten, (né le 20 octobre 2002) à Trèves en Allemagne, est un pilote de course automobile allemand qui participe à des épreuves d'endurance aux mains de voitures de Sport-prototype dans des championnats tels que la WeatherTech SportsCar Championship, l'European Le Mans Series et la Michelin Le Mans Cup.

## Biographie
En 2021, après une saison en Euroformula Open où il a remporté le titre de rookie, Niklas Krütten a quitté la monoplace afin de rejoindre l'endurance et s'était engagé avec l'écurie suisse Cool Racing afin de participer pour la première fois au championnat European Le Mans Series avec comme coéquipiers le pilote britannique Matthew Bell et le pilote français Nicolas Maulini aux mains d'une Ligier JS P320 dans la catégorie LMP3. Lors de cette première saison, l'équipage de la Ligier JS P320 n°19 a eu d’excellentes performances car ils ont gagné les 4 Heures de Barcelone et les 4 Heures du Red Bull Ring et sont aussi montés sur la seconde marche du podium lors des 4 Heures du Castellet et des 4 Heures de Spa-Francorchamps. Toujours avec l'écurie suisse Cool Racing, il a participé aux épreuves du Road to Le Mans du championnat Michelin Le Mans Cup avec comme coéquipier Mathieu de Barbuat. Il remporta ainsi une belle 5e et 2e place. La saison avait été également agrémentée par des participations aux 12 Heures de Sebring où il avait conduit la Duqueine D08 n°83 de l'écurie américaine WIN Autosport avec comme coéquipiers le pilote britannique Matthew Bell et le pilote mexicain Rodrigo Sales. Cette première expérience américaine ne fût pas couronnée de succès car la voiture a abandonné au 265e tours pour cause de problème mécanique. Il avait ensuite participé aux 6 Heures de Watkins Glen où il avait conduit la Ligier JS P320 n°2 de l'écurie américaine United Autosports avec comme coéquipiers le pilote français Edouard Cauhaupé et le pilote américain Austin McCusker. Pour cette seconde course, il a vu le drapeau de l'arrivée en finissant en 5e position à 3 tours du vainqueur.

## Carrière

### Résultats en monoplace
| Saison    | Championnat                                      | Écurie                | Courses | Victoires | Pole positions | Meilleurs tours | Podiums | Points | Classement |
| --------- | ------------------------------------------------ | --------------------- | ------- | --------- | -------------- | --------------- | ------- | ------ | ---------- |
| 2017-2018 | Championnat des Émirats arabes unis de Formule 4 | Mücke Motorsport      | 8       | 0         | 0              | 1               | 1       | 64     | 11e        |
| 2018      | Championnat d'Allemagne de Formule 4             | BWT Mücke Motorsport  | 20      | 1         | 0              | 0               | 3       | 108    | 8e         |
| 2018      | Championnat d'Italie de Formule 4                | BWT Mücke Motorsport  | 21      | 0         | 0              | 0               | 0       | 43     | 13e        |
| 2019      | Championnat des Émirats arabes unis de Formule 4 | Mücke Motorsport      | 4       | 1         | 0              | 1               | 1       | 0†     | N.C        |
| 2019      | Championnat d'Allemagne de Formule 4             | Van Amersfoort Racing | 11      | 1         | 0              | 0               | 2       | 93     | 10e        |
| 2019      | Championnat d'Italie de Formule 4                | Van Amersfoort Racing | 11      | 0         | 1              | 0               | 4       | 78     | 11e        |
| 2019      | Euroformula Open                                 | Team Motopark         | 6       | 0         | 0              | 0               | 0       | 14     | 20e        |
| 2020      | Euroformula Open                                 | Team Motopark         | 18      | 0         | 0              | 0               | 5       | 153    | 5e         |

† Krütten étant un pilote invité, il était inéligible pour marquer des points.

## Palmarès

### Résultats enEuropean Le Mans Series
| Année | Écurie      | Châssis        | Moteur                     | Classe | 1     | 2     | 3     | 4     | 5     | 6     | Position | Points |
| ----- | ----------- | -------------- | -------------------------- | ------ | ----- | ----- | ----- | ----- | ----- | ----- | -------- | ------ |
| 2021  | Cool Racing | Ligier JS P320 | Nissan VK56 5,6 l V8 Atmo  | LMP3   | BAR 1 | RBR 1 | LEC 2 | MON 4 | SPA 2 | POR 8 | 2e       | 104    |
| 2022  | Cool Racing | Oreca 07       | Gibson GK428 4,2 l V8 Atmo | LMP2   | LEC   | IMO   | HUN   | BAR   | SPA   | POR   | *        | *      |

N.B. Les courses en " gras  'indiquent une pole position, les courses en "italique" indiquent le meilleur tour de course.

### Résultats auxWeatherTech SportsCar Championship
| Année | Écurie            | Châssis        | Moteur                    | Classe | 1   | 2     | 3   | 4     | 5   | 6   | 7     | Position | Points |
| ----- | ----------------- | -------------- | ------------------------- | ------ | --- | ----- | --- | ----- | --- | --- | ----- | -------- | ------ |
| 2021  | WIN Autosport     | Duqueine D08   | Nissan VK56 5,6 l V8 Atmo | LMP3   | DAY | SEB 6 | MOH |       |     |     |       | 12e      | 854    |
| 2021  | United Autosports | Ligier JS P320 | Nissan VK56 5,6 l V8 Atmo | LMP3   |     |       |     | WGL 5 | WGL | ELK | ATL 6 | 12e      | 854    |

N.B. Les courses en " gras  'indiquent une pole position, les courses en "italique" indiquent le meilleur tour de course.

### Résultats enMichelin Le Mans Cup
| Année | Écurie      | Châssis        | Moteur                    | Classe | 1   | 2   | 3   | 4     | 5     | 6   | 7   | Position | Points |
| ----- | ----------- | -------------- | ------------------------- | ------ | --- | --- | --- | ----- | ----- | --- | --- | -------- | ------ |
| 2021  | Cool Racing | Ligier JS P320 | Nissan VK56 5,6 l V8 Atmo | LMP3   | BAR | LEC | MON | LMS 5 | LMS 2 | SPA | POR | NC       | 0†     |

† Krütten étant un pilote invité, il était inéligible pour marquer des points.